# DutchDress

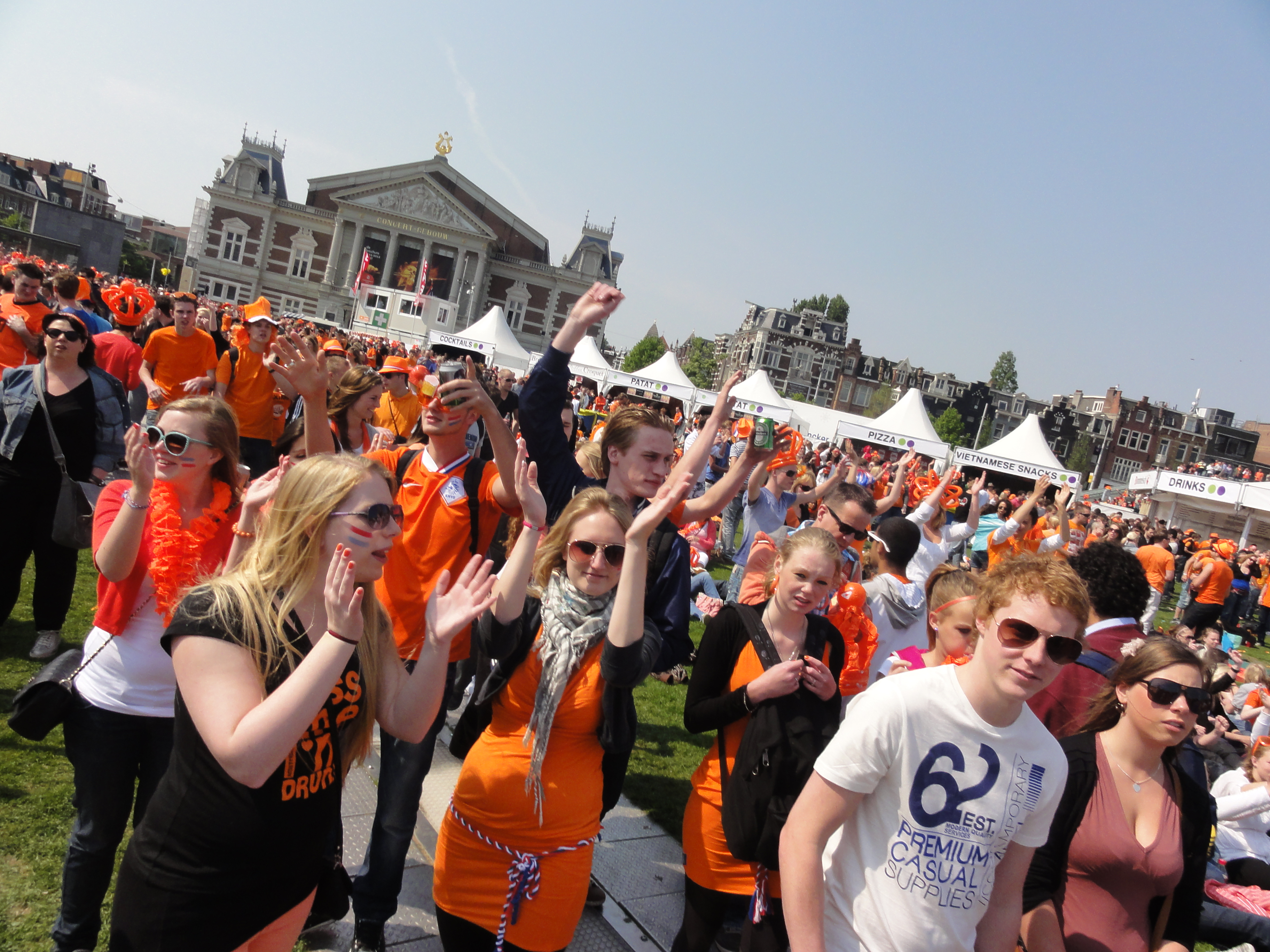
Dames in DutchDress tijdens Koninginnedag 2011 in Amsterdam

De DutchDress is een oranje jurk, die vanwege een reclamestunt wereldwijd bekend werd tijdens het WK voetbal 2010 dat gehouden werd in Zuid-Afrika.
Het jurkje was een concept van de Amsterdamse Marloes Nabben en Hannah de Groot. Het werd ontworpen door het Nederlandse kledingmerk SuperTrash. Biermerk Bavaria verspreidde de DutchDress met het Bavaria Fridgepack. Het ging 200.000 keer over de toonbank.

## Ophef
Het haalde uiteindelijk de wereldpers door een reclamestunt tijdens het duel Nederland-Denemarken. Tijdens de wedstrijd Nederland-Denemarken stuurde de FIFA totaal 36 vrouwen het stadion in Johannesburg uit.
Iedereen die bij de ingang van het stadion in een DutchDress werd aangetroffen, mocht niet naar binnen. Deze 36 dames waren echter vermomd als Deense supporters het stadion binnengekomen. De reden zou geweest zijn om sponsor Budweiser te beschermen. De naam Bavaria staat echter nergens op het kledingstuk; wel een logo. De FIFA gaf aan dat dit niet een van de geautoriseerde WK-logo's was en dat het daarom niet bij de wedstrijden welkom was. Drie dames werden gearresteerd. Dit leidde tot vragen van het Ministerie van Buitenlandse Zaken aan de Zuid-Afrikaanse autoriteiten.
De twee Nederlandse vrouwen van het bureau dat de actie opzette in opdracht van Bavaria, werden vastgehouden in afwachting van een rechtszaak. De andere ingehuurde modellen gingen na een aantal uren weer vrijuit. Uiteindelijk heeft Bavaria een schikking getroffen met de FIFA vlak voor aanvang van het proces.
De DutchDress is een museumstuk, het Amsterdam Museum heeft de oranje jurk in zijn collectie opgenomen. Royal Swinkels zoals Bavaria sinds 2024 heet  is geen sponsor van het museum, waar Heineken wordt geschonken.